# Catastrofa de la Bhopal

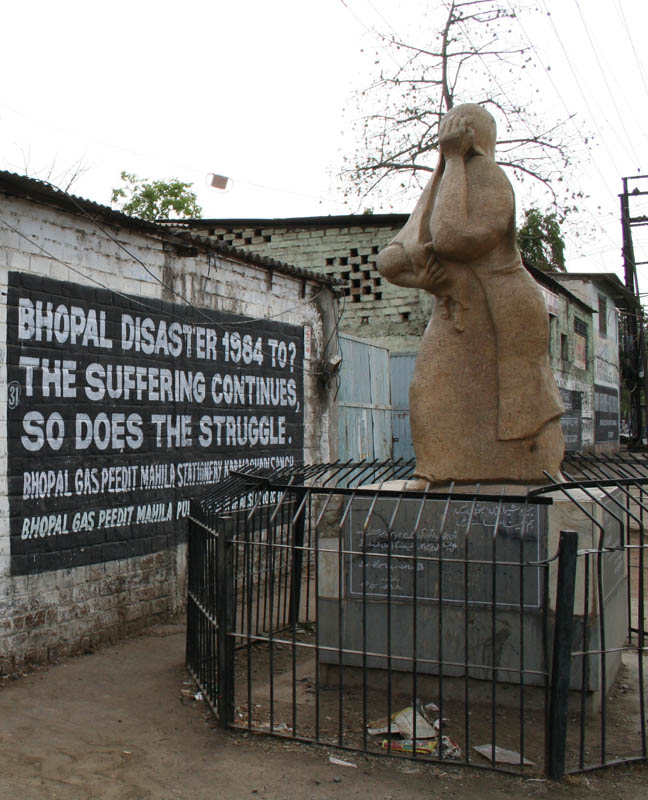
Monument ridicat în memoria victimelor accidentului

Catastrofa de la Bhopal este numele sub care este cunoscut unul dintre cele mai grave accidente industriale din lume și care s-a soldat cu peste 15.000 de victime și cu peste 500.000 de persoane afectate în mod direct.
Evenimentul s-a petrecut în noaptea de 2 spre 3 decembrie 1984 în apropierea orașului Bhopal și a constat în eliberarea în atmosferă a peste 45 de tone de derivat gazos de cianură din incinta uzinei Union Carbide India.
Efectele catastrofei continuă să se manifeste la mulți ani după accident: s-au născut sute de copii cu deficiențe neuro-motorii, orbi sau cu alte dizabilități și malformații, mai ales la nivelul sistemului osos sau sistemului muscular.

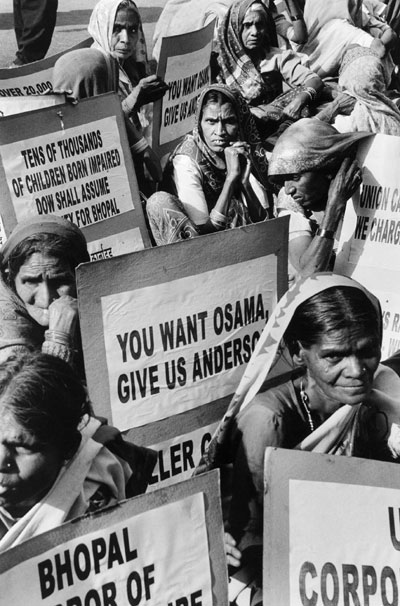
Victime ale accidentului militând pentru extrădarea lui Warren Anderson pentru a fi deferit justiției

În iunie 2010, opt persoane, printre care și președintele uzinei, Warren Anderson, au fost declarate vinovate de către un tribunal indian și au primit o amendă de 100.000 de rupii (2.100 de dolari) și doi ani de închisoare.
În 1989, Union Carbide a acordat guvernului indian suma de 470 milioane de dolari ca despăgubiri și a susținut obligația autorităților locale de curățire a zonei infestate.
Ulterior, victimele și familile acestora aveau să acuze guvernul pentru întârzierea distribuirii acestor fonduri.
Mai mult, după verdict, Compania Union Carbide a dat o declarație de presă susținând că nu ar mai avea nicio legătură cu dezastrul de la Bhopal, deoarece în 1994 vânduse fabrica companiei Carbide India Limited (UCIL), redenumită ulterior Eveready Industries.